# A. J. Pero

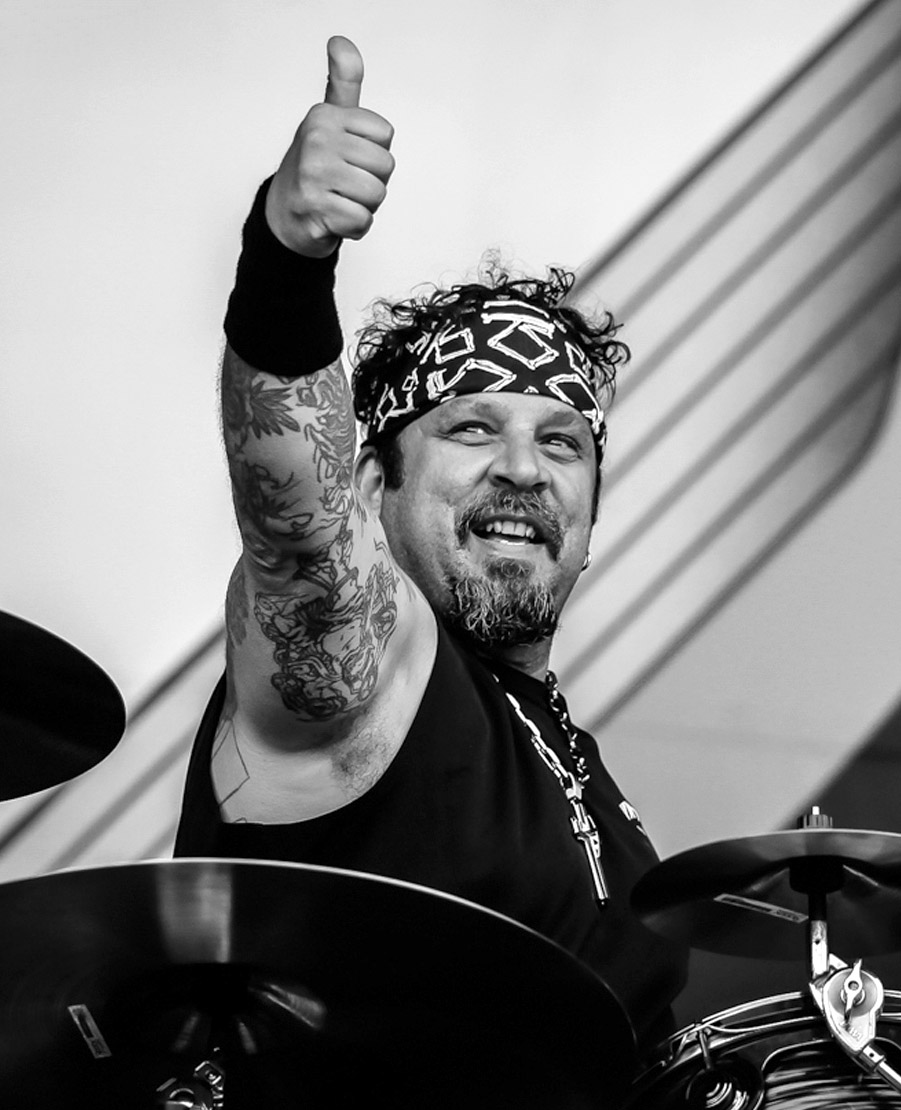
A.J. Pero

Anthony Jude Pero (* 14. Oktober 1959 in New York City; † 20. März 2015 in Poughkeepsie, New York) war ein US-amerikanischer Schlagzeuger. Er spielte in den Bands Twisted Sister und Adrenaline Mob und zuvor in der Band Cities.

## Werdegang
Pero wurde auf Staten Island geboren. Bereits im Alter von vier Jahren erhielt er sein erstes Schlagzeug. Im Jahre 1980 gehörte er zu den Gründungsmitgliedern der Heavy-Metal-Band Cities. Zwei Jahre später erhielt Pero ein Angebot, bei Twisted Sister einzusteigen. Mit Twisted Sister veröffentlichte Pero vier Studioalben, die weltweit mehr als 20 Millionen Mal verkauft wurden. Erfolgreichstes Werk war das Album Stay Hungry aus dem Jahre 1984, das in den USA mit Dreifachplatin ausgezeichnet wurde. Im Jahre 1986 verließ Pero Twisted Sister und kehrte zu Cities zurück, um noch im selben Jahr das erste und einzige Album Annihilation Absolute zu veröffentlichen. Ein Jahr später löste sich Cities auf.
Pero war in den folgenden Jahren in verschiedene Projekte involviert. Im Jahre 2000 spielte er auf dem Soloalbum Never Let the Bastards Wear You Down des Twisted-Sister-Sängers Dee Snider, ehe sich Twisted Sister ein Jahr später reformierte. Es folgten zwei weitere Studioalben. Im Dezember 2013 schloss sich Pero der Band Adrenaline Mob an. Zuvor spielte er deren zweites Studioalbum Men of Honor ein.
Pero starb während einer Konzerttournee mit Adrenaline Mob. Am Morgen des 20. März 2015 fanden ihn seine Bandkollegen bewusstlos im Tourbus. Nach Einlieferung in ein Krankenhaus in Poughkeepsie wurde er dort um 11:00 Uhr Ortszeit für tot erklärt.

## Persönliches
Laut Dee Snider hatte Pero zwei geschiedene Ehen und eine 19-jährige Beziehung. Mit diesen Frauen hatte er insgesamt 4 Kinder. In seiner Familie waren Herzerkrankungen bereits weit verbreitet. Seine Langzeit-Freundin, Michele Agnello, hatte eine GoFundMe-Spendenkampagne gestartet, die ihr und ihrer Tochter die finanziellen Probleme nach Peros Tod ersparen sollte. Sie wurde jedoch kurze Zeit später eingestellt.

## Diskografie
| Mit Twisted Sister siehe Twisted Sister#Diskografie Mit Cities - 1986: Annihilation Absolute | Mit Dee Snider - 2000: Never Let the Bastards Wear You Down Mit Adrenaline Mob - 2014: Men of Honor - 2015: Dearly Departed |